# Didier de Lemps
Didier, parfois Désiré (Desiderius), dit de Lemps, de Lans ou encore de Forcalquier, est prieur chartreux, évêque de Die du XIIIe siècle, fait bienheureux catholique.

## Biographie

### Origines
Les origines de Didier, parfois Désiré (Desiderius selon la Gallia Christiana), ne sont pas précisément connues. Le prénom Didier est la forme retenue notamment pas les auteurs sur le diocèse de Die. Les auteurs de la Gallia Christiana indique pour nom de Lanz, que l'on retrouve chez Chevalier (1888) en de Lans, et chez Galland (1994) en de Lemps. Ce nom est celui qui est mentionné dans le Nécrologe de St-Robert (p.21, no 123). L'auteur Jean Columbi, dans son Opuscula varia (1668, p.297), indiquait qu'il appartenait à la famille des comtes de Forcalquier.
Selon plusieurs auteurs, Didier est le frère de l'archevêque de Vienne, Burnon, ancien évêque de Viviers,. Sur la famille de ces deux prélats, Galland précise qu'ils sont issus d'un « petit lignage noble ». Cette parenté semble confirmée avec une confirmation des privilèges de l'Église de Viviers faite par l'empereur Frédéric II, en 1214, à la prière de Didier,,.

### Épiscopat
Moine chartreux, il est prieur de Durbon, en Provence.
Il est élu évêque de Die, par les chanoines, en 1214. Il est mentionné dans plusieurs actes de cette même année, notamment vers la fin de l'année lors de sa pérésence auprès du roi des Romains, à Bâle. Il est ainsi présent lors de donations faites par Guigues Bérenger, notamment à la chartreuse de Durbon ,,. Son sceau figure sur un acte par lequel Guillelma, épouse de Lantelme de Gigors, entre à Léoncel,. Au mois de novembre, il se rend à Bâle, avec d'autres prélats de la région, afin de rencontrer le roi des romains, Frédéric de Hohenstaufen, en date du 23 novembre 1214,. Il obtient la reconnaissance des privilèges, pour l'ensemble des biens de l'Église de Die,. C'est au cours de cette rencontre, qu'il obtient du roi la même reconnaissance pour ces droits régaliens pour l'Église de Viviers, où se trouve son frère, Burnon, qui n'a pu se déplacer (Chevalier parlait de Burnon comme de son « collègue »).
L'obtention des privilèges par le futur empereur ne garantit cependant pas la paix à son retour. Le contexte dans la région oppose les prétentions du comte de Toulouse face à celles du roi de France, mais aussi avec le développement de l'hérésie. En réponse, aux différentes tensions, le pape Innocent III réunit à Rome un synode, appelé Quatrième concile du Latran, en novembre 1215, auquel semble participer Didier,.
Lors de la croisade des Albigeois, en 1217, les troupes de Simon IV de Montfort et des croisés envahissent le Valentinois et assiègent Crest où se sont réfugiés les partisans du comte de Toulouse menés par le comte de Valentinois,. Didier semble favorable aux troupes françaises, Son frère, l'évêque de Viviers, Burnon, les a aidé à passer le Rhône. Ce positionnement va accroître les tensions entre l'évêque et le comte de Valentinois. Ce dernier laisse son fils, Guillaume{se charger de la situation.
Au cours de son épiscopat (entre 1214 et 1221), l'abbé de St-Chaffre aux côtés de plusieurs chevaliers interviennent pour mettre fin aux tensions opposant l'évêque au seigneur Guillaume II de Poitiers († 1226), héritier du comté de Valentinois.
Le 1er juillet 1218, Didier reconnaît à la cité de Die et à ses habitants certaines libertés et coutumes obtenues,. Les bourgeois de la cité semblent avoir profiter des tensions entre le comte et l'évêque pour accroître leurs revendications, sinon leur influence. Le texte promeut ainsi des lois municipales constitués de douze articles, par lesquelles l'évêque perd peu ou prou le pouvoir sur sa cité.
J. Chevalier (1888) conclue ainsi sur sa vie « Didier vécut encore quelques années ; mais la fin de son épiscopat si tourmenté nous offre plus d'un problème historique difficile à résoudre. Notre rôle va se borner à faire connaître au lecteur, avec une exactitude rigoureuse, les documents relatifs à l'Eglise de Die depuis l'année 1218 jusqu'en 1222, époque où le nom de l'évêque Didier disparaît de nos annales ». L'auteur liste ainsi les différents actes dans lesquels il apparait. En effet, en 1220, un acte nous apprend l'existence d'un évêque de Die, Humbert, qui appose son sceau,. Cependant Didier apparait dans trois chartes entre 1220 et 1222.
La fin de son épiscopat n'est pas précisément connue. La tradition la fixe en 1222. Son successeur, Bertrand d'Étoile, semble en possession du diocèse en août 1223.